# Aéroport de Dunhuang
L'aéroport de Dunhuang (code IATA : DNH • code OACI : ZLDH) est un aéroport desservant la ville de Dunhuang, située dans la province du Gansu, en Chine.

## Compagnies aériennes et destinations
| Compagnies              | Destinations |
| ----------------------- | --- |
| Air China               | Pékin-Capitale, Korla |
| China Eastern Airlines  | Pékin-Capitale, Canton-Baiyun, Hefei, Mangnai (zh), Jiayuguan (en), Lanzhou, Nankin, Shanghai-Pudong, Xi'an-Xianyang, Xining-Caojiabao |
| China Express Airlines  | Chongqing-Jiangbei, Jiayuguan (en), Lanzhou                                                                                            |
| China Southern Airlines | Ürümqi-Diwopu, Xi'an-Xianyang, Xining-Caojiabao                                                                                        |
| HK Express              | En saison : Hong Kong |
| Sichuan Airlines        | Chengdu-Shuangliu, Lanzhou |
| Tianjin Airlines        | Ürümqi-Diwopu, Xi'an-Xianyang |

Édité le 11/04/2018